# Evropské město stromů
Evropské město stromů (European City of the Trees) je ocenění, které od roku 2007 každoročně uděluje European Arboricultural Council (EAC) evropským městům jako uznání  jejich péče o stromy. 

## Oceněná města

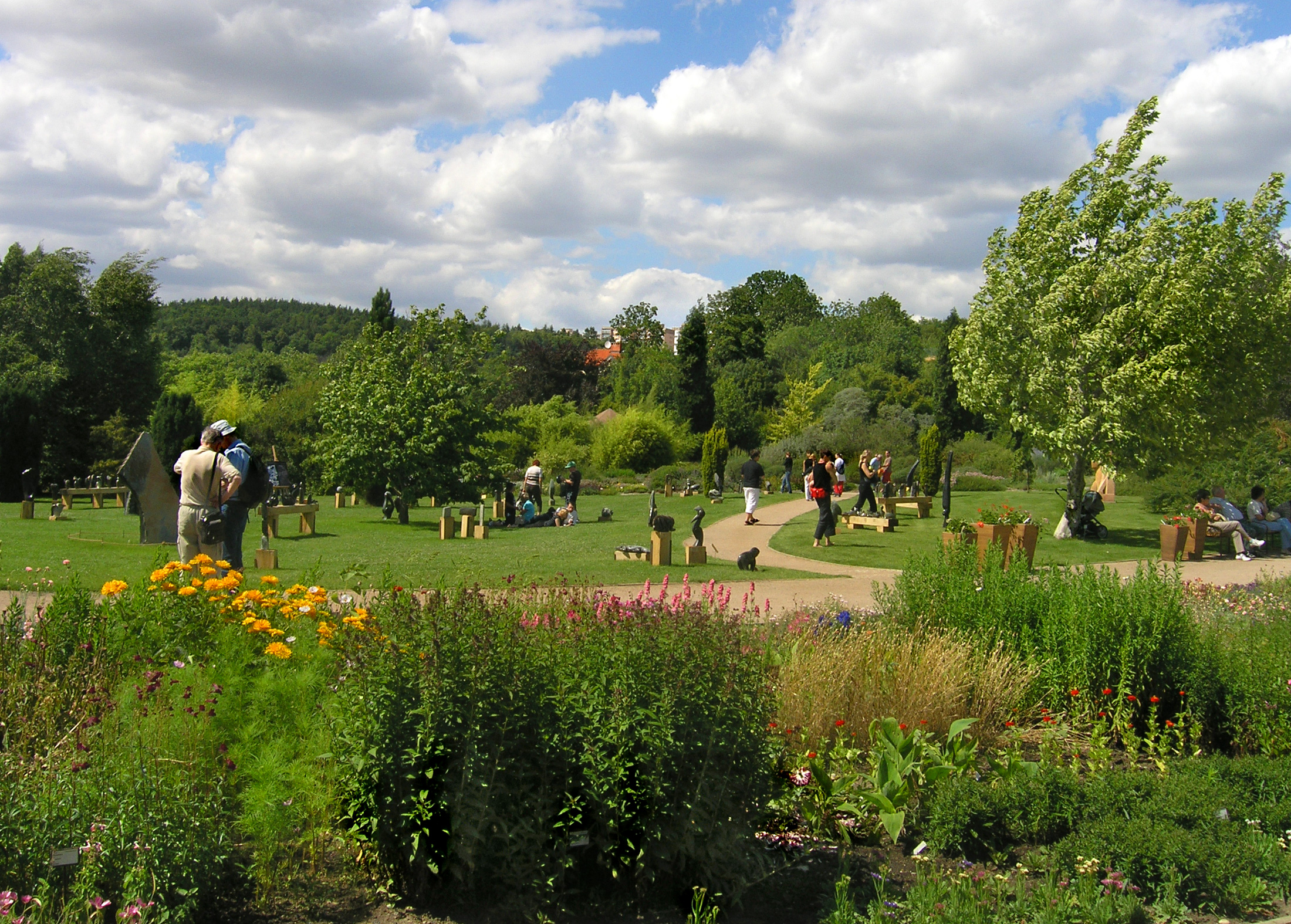
Botanická zahrada v Praze-Troji Praha, Evropské město stromů 2010

- 2007 Valencie, Španělsko
- 2008 Turín, Itálie
- 2009 Malmö, Švédsko
- 2010 Praha, Česko[1]
- 2011 Turku, Finsko
- 2012 Amsterdam, Nizozemsko
- 2013 Krakov, Polsko
- 2014 Frankfurt, Německo
- 2015 Tallinn, Estonsko
- 2016 Winterthur, Švýcarsko
- 2017 Trnava, Slovensko
- 2018 Apeldoorn, Nizozemsko[2]
- 2019 Moskva, Rusko[3]
- 2020 nebylo vyhlášeno
- 2021 Vídeň, Rakousko
- 2022 Merano, Itálie
- 2023 Antverpy, Belgie